# Flakbatterie Schortens
Die schwere Flakbatterie Schortens war im Zweiten Weltkrieg eine verbunkerte Stellung der Marine-Flak im Westen Wilhelmshavens.

## Lage und Aufbau
Die Flakbatterie Schortens befand sich an der Schooster Straße direkt westlich des Fort Schortens, das im Ersten Weltkrieg errichtet worden war. Sie lag am östlichen Rand von Schortens in Richtung Schoost. Die Batterie bestand aus vier Geschützhochbunkern die um einen zentralen Leitstand angeordnet waren, der jedoch nicht genutzt wurde. Östlich zwischen der Anlage und dem Fort befand sich ein Maschinenbunker mit einem 2-cm-Flakstand. Im Westen zwischen dem Leitstand 2 und der Batterie lag ein Bunker mit einem 2-cm-Flak-Vierling. Der Leitstand 2 befand sich etwa 80 Meter westlich der Bunkerbatterie. Noch weiter westlich war die Position eines Radar vom Typ Würzburg. Nördlich der Batterie lag ein Kantinengebäude mit Gemeinschaftsraum. Das Infanteriewerk im alten Fort wurde als Munitionsbunker verwendet.

## Organisatorische Eingliederung

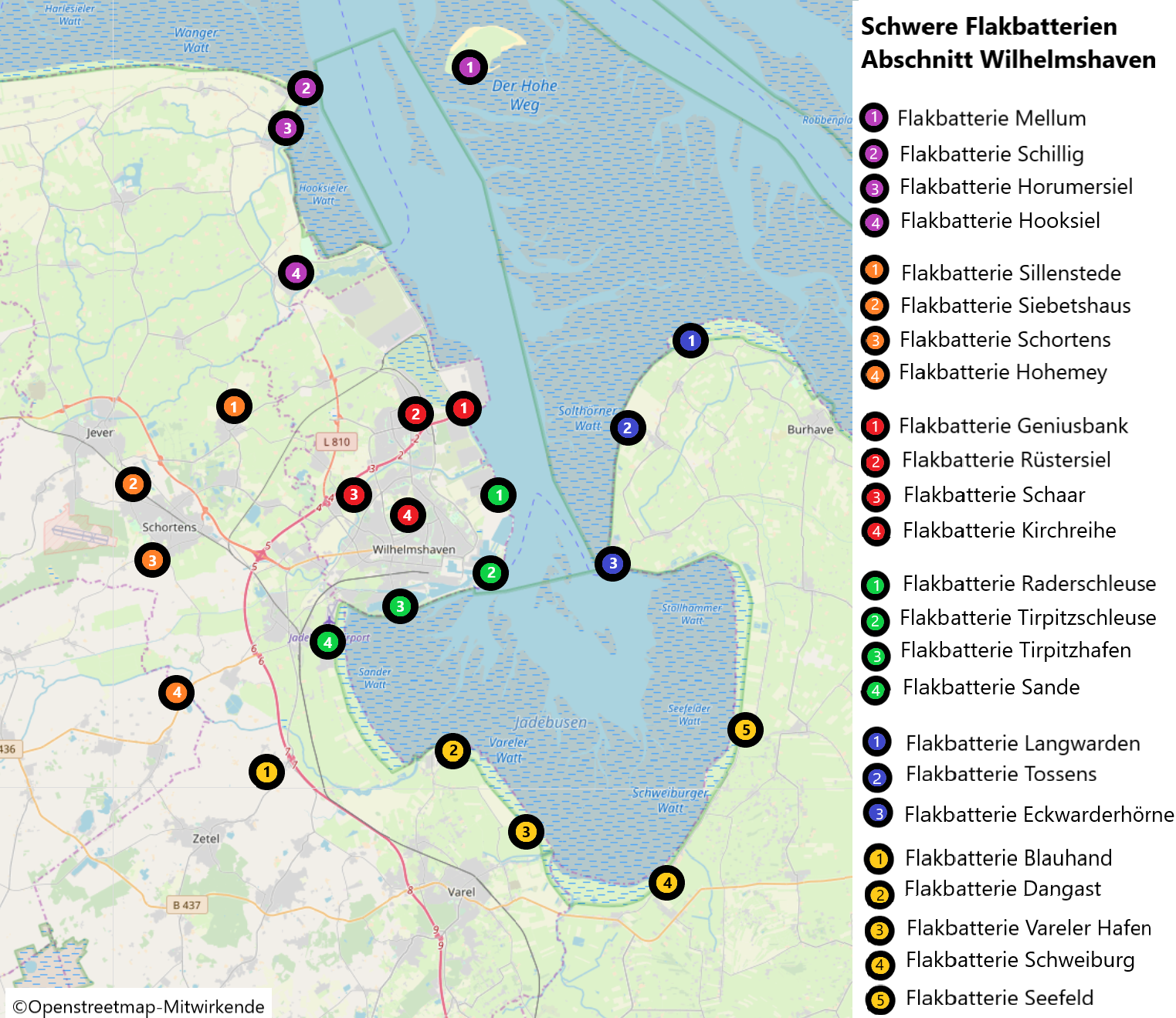
Position der Flakbatterien im Abschnitt Wilhelmshaven

Für die Küstenverteidigung war der Küstenbefehlshaber Deutsche Bucht verantwortlich. Die Batterie gehörte als Teil der II. Marineflakbrigade zum Abschnitt Wilhelmshaven. Die Flakbatterie gehörte zur Marineflakabteilung 252, deren Flakuntergruppenkommando West in Heidmühle lag.

## Geschichte

### 8,8-cm – Im Fort Schortens
Die erste Flakbatterie wurde in den Jahren 1938 und 1939 als Feldstellung im Fort Schortens angelegt. Die vier 8,8-cm-Geschütze wurden im Herbst 1940 gegen vier 10,5-cm-Geschütze ausgetauscht. Diese gingen jedoch bei Beginn der Bauarbeiten für die neuen Hochbunker im Oktober 1941 zur Modifizierung nach Wilhelmshaven zurück. So das wieder auf 8,8-cm-Geschütze zurückgegriffen wurde.

### 10,5-cm – Ausbau
Ende Juni 1942 waren die Geschützhochbunker der Batterie Schortens fertiggestellt. Zu dieser Zeit wurden auch die neuen 10,5-cm-Geschütze montiert, sowie die Richtmittel auf den Leitständen aufgebaut. Aufgrund elektronischer Probleme konnte die Batterie erst am 26. Juli 1942 mit drei Geschützen gefechtsklar gemeldet werden. Das vierte Geschütz folgte am 8. August 1942.

### Kriegsende
Am Ende des Krieges waren noch zwei 8,8-cm-Flakgeschütze aus dem im Bauhafen von Wilhelmshaven versenkten Kreuzer Köln aufgestellt worden, diese kamen jedoch nicht mehr zum Einsatz.